# Пипинашвили, Константин Константинович
Константи́н Константи́нович Пипинашви́ли (груз. კონსტანტინე კონსტანტინეს ძე პიპინაშვილი; 19 сентября [2 октября] 1912, Кутаиси — 15 апреля 1969, Тбилиси) — советский и грузинский кинорежиссёр и сценарист. Народный артист Грузинской ССР (1967). Член КПСС с 1940 года.

## Биография
Константин Константинович Пипинашвили родился в 1912 году в Кутаиси, в 19 лет начал работать подсобным рабочим и электромехаником в Тбилисском передвижном театре, позже – художником в мастерской живописи и карикатуры «Сахкиномреци» Грузии (в 1932-1938 гг. - Госкинпром Грузии, с 1938 по 1953 гг. – Тбилисская киностудия, позже «Грузия-фильм»). В 1932 году поступил на рабфак ГИКа, закончил его в 1936. В следующем году поступил уже на режиссёрский факультет того же института (мастерская Сергея Эйзенштейна), который окончил в 1939 году.
В 1935 году С.М. Эейзенштейн дал ему слеующую характеристику:
Так что касается характеристики Пипинашвили, я считаю, что у него данных очень много, идет он всегда по хорошей расценке, но ему надо просто дорастать. Те слова И.В.Сталина о выращивании деревцев,—как раз он и ряд других, в том числе Иванов, они попадают в положение тех деревцев, которые нужно бережно выращивать, потому что пустить их непосредственно в это варево производственное будет вредно в отношении многих.
В 1941 году снялся в фильме «Сабухи» Бакинской киностудии художественных фильмов (режиссёр Амо Бек-Назаров).
В 1941 году Пипинашвили снимает фильм «Каджана», в 1942 вместе с Шотой Манагадзе – «Мост», в 1945  - «Золотая тропа», в 1947 г. – «Колыбель поэта», 1957 г. – «Тайна двух океанов» (диплом на кинофестивале в Венеции), 1959 – «Маяковский начинался так…» и «На пороге жизни», 1964 г. – «Дети моря».
В 1961 году режиссер был удостоен звания Заслуженного деятеля Грузии, а в 1967 году - Народного артиста Грузии. Умер в 1969 году. Похоронен в пантеоне писателей и общественных деятелей Дидуби .

## Фильмография

### Режиссёр
- 1941 — Каджана
- 1942 — Мост
- 1945 — Золотая тропа
- 1947 — Колыбель поэта
- 1957 — Тайна двух океанов
- 1959 — Маяковский начинался так…
- 1959 — На пороге жизни
- 1964 — Дети моря

### Сценарист
- 1941 — Каджана
- 1945 — Золотая тропа
- 1947 — Колыбель поэта
- 1957 — Тайна двух океанов
- 1959 — Маяковский начинался так…
- 1964 — Дети моря
- 1969 — Ожидание

### Актёр
- 1941 — Сабухи (в роли Х.А. Абовяна)

## Награды
- орден «Знак Почёта» (14.04.1944)
- Народный артист Грузинской ССР (1967).